# 에디스 네스빗

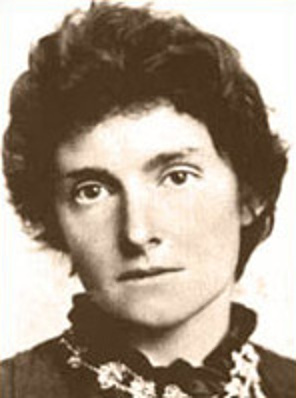

에디스 네스빗(영어: Edith Nesbit, 1858년 8월 15일 ~ 1924년 5월 4일)은 주로 아이들을 위한 책을쓰던 영국의 작가이자 시인이다. 직접 쓰거나 다른 사람과의 협업을 통해 60권 이상의 책을 냈으며, 정치 활동가이자 나중에 노동당에 소속된 사회주의 단체인 파비안 소사이어티의 공동 창립자이기도 했다.

## 생애
에디스 네스빗은 1858년에 서레이주 케닝턴에서 어머니 사라 그린과 농업화학자였던 아버지 존 콜리스 네스빗 사이에서 태어났다. 4살 생일전 1862년 3월에 아버지를 여의었고, 동생 메리의 건강이 나빠지자 몇년동안 세계 곳곳을 여행하며 살았다. 1871년, 시인 필립버크 마스턴과 약혼하던 메리는 결국 패결핵으로 사망했다.
동생의 죽음 후, 네스빗과 그녀의 어머니는 3년동안 북서쪽 켄트지방의 할스테드 홀(네스빗은 이곳에서 "기찻길의 아이들"에 영감을 받았다)에 정착했다. 네스빗이 17세가 되었을때 가족은 런던 남동부에 있는 루이셤으로 이주했으며, 그곳 엘스윅 로드 28번지에 그녀를 기리는 루이셤 의회 명판이 있다.
1877년, 18세가 된 네스빗은 그녀보다 세살 많은 은행원인 휴버트 블랜드를 만난다. 임신 7개월만에 1880년 4월 22일 블랜드와 결혼하지만 그가 그의 어머니 곁에 남았으므로 초기에는 함께 살지 않았다. 그들의 결혼생활은 격동적이었다. 얼마안가 네스빗은 남편이 다른 여자와도 약혼을 한다는 것을 알게되었고 1886년 친구 앨리스 홋슨이 자신의 남편으로부터 임신을 했다는 사실을 발견하곤 큰 타격을 받았다. 이전에 홋슨의 아이를 입양하고 홋슨이 가정부로 함께 살기로 동의했었던 네스빗은 이 사실을 알게 된 후 남편과 격렬하게 다투었고, 그녀가 홋슨과 홋슨의 아기 로자먼드가 떠나야할것이라고 제안하자 남편은 아기와 아기의 엄마를 거부하면 그녀를 떠나겠다고 협박했다. 결국에 홋슨은 가정부이자 비서로 그들과 살게되었고, 13년 후 네스빗의 남편 블랜드에 의해 다시 임신하여 낳게된 홋슨 두번째 아이 존을 에디스는 다시 입양했다.
네스빗은 예술가이자 마르크스주의 사회주의자인 윌리엄 모리스를 존경했다. 네스빗과 블랜드는 1884년 파비안 소사이어티의 창립자가 되었고, 그 후 아들 파비안의 이름을 따서 저널인 "투데이"를 공동 편집했다. (호슨은 부비서였다.) 네스빗과 블랜드는 사회민주주의 연맹에 가입했지만 너무 급진적이라고 생각했고, 네스빗은 1880년대에 사회주의에 관한 다양한 강연과 저술 활동을 활발히 펼쳤다. 그녀와 남편은 "파비안 블랜드"라는 가명으로 공동 집필했지만 아동 작가로 성공하면서 공동 작업은 줄어들었고, 네스빗은 다른 파비안 소사이어티 회원들이 설립한 런던 정경대학의 초청 연사였다.
1899년부터 1920년까지, 네스빗은 그녀의 책속 가상의 등장인물들을 탄생시켰던 런던 남동부에 위치한 웰 홀과 엘담에서 지냈다. 1911년부터는 동부 서섹스 프리스톤의 크로우링크에 있는 서섹스 다운스에 두 번째 집을 꾸렸으며 남편과 웰 홀에서 많은 친구, 동료, 팬들을 즐겁게 했다.
1917년 2월 20일, 남편 블랜드가 죽고 약 3년이 지나자 네스빗은 울위치라는 도시에서 울위치 페리의 선장인 토마스 "더 스키퍼" 터커와 결혼식을 올렸다. 인생의 끝자락을 향해, 네스빗은 처음엔 크로우링크로, 그다음엔 스키퍼와 함께 왕립 비행단 건물인 '졸리 보트'와 '롱 보트' 두 채를 합친 건물로 이주해서 네스빗은 '졸리 보트'에, 스키퍼는 '롱 보트'에서 살았다.
에디스 네스빗은 아마도 폐질환 때문에(그녀는 담배를 자주 피웠다) 1924년 켄트지방의 뉴롬니에 있는 세인트 메리 베이의 제슨, 롱보트 안에서 생을 마감했다. 그녀는 습지의 성모 마리아 교회 마당에 묻혔으며, 남편 토마스도 같은 곳에서 1935년 5월 17일에 숨을 거두었다. 에디스의 아들 폴 블랜드가 토마스 터커의 유언 집행자였다.

## 작품
- 《보물찾는 사람의 이야기》
- 《기찻길의 아이들》
- 《다섯 아이들과 그것》
- 《아뮬렛의 이야기》
- 《불사조와 양탄자》
- 《아덴의 집》
- 《마법에 걸린 성》